# Todd Snider
Todd Daniel Snider (Portland, Oregón; 11 de octubre de 1966) es un cantautor estadounidense cuya música incorpora elementos de folk, rock, blues, country alternativo y funk.

## Carrera
Todd Snider nació en Portland, Oregón, y se crio en Beaverton, donde vivió hasta que se graduó de la preparatoria en 1985. Se mudó a Santa Rosa, California, para asistir al Santa Rosa Junior College, donde estudió un semestre, y mientras estuvo allí, aprendió a tocar la armónica. Snider se mudó a Memphis, Tennessee, donde consiguió una residencia semanal en el club local The Daily Planet y conoció a John Prine mientras producía su álbum The Missing Years. En 1992, Keith Sykes lo ayudó a conseguir sesiones con Capitol Records, donde grabó varias canciones para el sello, pero Capitol se negó a contatarlo por un álbum completo.
Snider lanzó sus primeros álbumes en el sello Margaritaville, Songs for the Daily Planet, Step Right Up y Viva Satellite. Después de afiliarse brevemente a MCA, Snider firmó con el sello independiente de John Prine, Oh Boy Records, donde lanzó su cuarto álbum, Happy To Be Here, en 2000. También para Oh Boy, Snider lanzó East Nashville Skyline, en 2004, donde obtuvo reconocimiento de la crítica. Snider coprodujo el disco con su compañero de banda Will Kimbrough en el estudio de East Nashville. East Nashville Skyline incluye dos de sus canciones más aclamadas: "Play a Train Song" y "The Ballad of the Kingsmen", donde relacionó la censura de "Louie Louie" con los tiroteos de Columbine. Pitchfork lo llamó "el álbum más ingenioso y combativo de su carrera". PopMatters lo clasificó como el séptimo mejor álbum de 2004. East Nashville Skyline alcanzó el puesto 28 en la lista de álbumes independientes de Billboard.
Después de East Nashville Skyline, Snider firmó con sello New Door Records, distribuido por Universal Music Group, donde lanzó The Devil You Know, el 8 de agosto de 2006. Trabajando con los coproductores Will Kimbrough y Eric McConnell, el álbum llegó al número cuatro en la lista de álbumes de Billboard Heatseekers. El disco fue incluido en las listas de "mejores" de fin de año de varios críticos. Robert Christgau lo llamó mejor que su predecesor, nombrándolo el tercer mejor álbum del año, fue incluido el puesto 33 en los 50 mejores álbumes del año de Rolling Stone, el puesto 25 por la revista No Depression y el 14 por la revista Blender.̟
Después de una serie de álbumes para los sellos Aimless y Yep Roc, en 2012 Snider lanzó Agnostic Hymns & Stoner Fables. Rolling Stone lo llamó "Occupy Nashville" por los temas de desigualdad económica abordados en el álbum. American Songwriter le dio cuatro estrellas y media. El álbum llegó al número seis en la lista de álbumes de Americana/Folk, el número 15 en la lista de álbumes independientes y el número 23 en la lista de los mejores álbumes de rock. También fue nombrado el quinto mejor álbum del año por Christgau, el decimoprimero por American Songwriter, el número 40 en Pazz & Jop de The Village Voice, en Paste y el número 47 en la lista de Rolling Stone.
En 2013, Snider cofundó el grupo Hard Working Americans con el bajista de Widespread Panic, Dave Schools. En este período lanzó el álbum Eastside Bulldog. En 2019, Snider lanzó Cash Cabin Sessions, Vol. 3. Coproducido con Chad Staehly, Snider regresó a sus raíces folclóricas en un álbum acústico en solitario, tocando todos los instrumentos de las diez canciones grabadas en Cash Cabin Studio en otoño de 2018. Jason Isbell y Amanda Shires agregaron coros a dos de los pistas, "The Blues on Banjo" y "A Timeless Response to Current Events". Isbell también añadió un coro al sencillo "Like a Force of Nature". El álbum recibió elogios de la crítica y llegó al número tres en la lista de álbumes independientes de Billboard. En 2021 lanzó First Agnostic Church of Hope y Wonder, donde también cantó todos los coros, con Robbie Crowell en batería y percusión y Tchad Blake como productor.

## Discografía

### Álbumes
| Año  | Álbum                                                       | Posición más alta | Posición más alta | Posición más alta | Posición más alta | Posición más alta |
| Año  | Álbum                                                       | US                | US Heat           | US Indie          | US Rock           | US Folk           |
| ---- | ----------------------------------------------------------- | ----------------- | ----------------- | ----------------- | ----------------- | ----------------- |
| 1994 | Songs for the Daily Planet                                  | —                 | 23                | —                 | —                 | —                 |
| 1996 | Step Right Up                                               | —                 | —                 | —                 | —                 | —                 |
| 1998 | Viva Satellite                                              | —                 | —                 | —                 | —                 | —                 |
| 2000 | Happy to Be Here                                            | —                 | —                 | —                 | —                 | —                 |
| 2002 | New Connection                                              | —                 | —                 | 45                | —                 | —                 |
| 2003 | Near Truths and Hotel Rooms                                 | —                 | —                 | —                 | —                 | —                 |
| 2004 | East Nashville Skyline                                      | —                 | 44                | 28                | —                 | —                 |
| 2005 | That Was Me: The Best of Todd Snider 1994–1998              | —                 | —                 | —                 | —                 | —                 |
| 2006 | The Devil You Know                                          | 173               | 4                 | —                 | —                 | —                 |
| 2007 | Peace Love and Anarchy (Rarities, B-Sides, & Demos, Vol. 1) | —                 | —                 | —                 | —                 | —                 |
| 2007 | Live with the Devil You Know (Grimey's – Nashville)         | —                 | —                 | —                 | —                 | —                 |
| 2008 | Peace Queer                                                 | —                 | 8                 | 44                | —                 | —                 |
| 2009 | The Excitement Plan                                         | 144               | 6                 | 31                | —                 | —                 |
| 2011 | Todd Snider Live: The Storyteller                           | —                 | 7                 | 36                | —                 | —                 |
| 2012 | Time as We Know It: The Songs of Jerry Jeff Walker          | —                 | —                 | —                 | —                 | 13                |
| 2012 | Agnostic Hymns & Stoner Fables                              | 95                | —                 | 15                | 23                | 6                 |
| 2016 | Eastside Bulldog                                            | —                 | —                 | 29                | 41                | 13                |
| 2019 | Cash Cabin Sessions, Vol 3                                  | —                 | —                 | 3                 | 11                | —                 |
| 2021 | First Agnostic Church Of Hope and Wonder                    | —                 | —                 | —                 | —                 | 21                |

### DVDs
- The Devil You Know (2007)

### Singles
| Año  | Single                              | Posición más alta | Posición más alta | Álbum                      |
| Año  | Single                              | US MSR            | CAN AC            | Álbum                      |
| ---- | ----------------------------------- | ----------------- | ----------------- | -------------------------- |
| 1994 | "Talkin' Seattle Grunge Rock Blues" | 31                | —                 | Songs for the Daily Planet |
| 1994 | "This Land Is Our Land"             | —                 | —                 | Songs for the Daily Planet |
| 1995 | "Alright Guy"                       | —                 | 33                | Songs for the Daily Planet |
| 1996 | "I Believe You"                     | —                 | —                 | Step Right Up              |
| 1996 | "Late Last Night"                   | —                 | —                 | Step Right Up              |

### Videos musicales
| Año  | Video                                                      | Director |
| ---- | ---------------------------------------------------------- | -------- |
| 1995 | "Alright Guy"                                              | Jim Shea |
| 1996 | "I Believe You"                                            |          |
| 2006 | "Looking For A Job"                                        |          |
| 2006 | "You Got Away With It (A Tale Of Two Fraternity Brothers)" |          |

## Publicaciones
| Año  | Título                            | Editorial     |
| ---- | --------------------------------- | ------------- |
| 2014 | I Never Met a Story I Didn't Like | Da Capo Press |